# Hafsa bint al-Hayy al-Rakuniyya
Ḥafṣa bint al-Ḥāŷŷ al-Rakūnī o Hafsa bint al-Hajj, más conocida como al-Rakuniyya (Granada, c. 1135 - Marrakesh, 1191) fue una de las poetisas más célebres de al-Ándalus. 
Es la mujer n.º 38 del listado de "Mujeres sabias de al-Ándalus, estipulado por María Luisa Ávila, pp. 139-184

## Biografía
Nace en Granada alrededor del 1135, hija de un noble de origen bereber, rico e influyente. Pasa su infancia y su juventud en Granada, en una época de agitación política intensa, que marcará la caída de la dinastía Almorávide y la instauración del califato de los Almohades. 
Por su talento y su cultura, así como por su belleza, pronto ocupó un lugar importante en la corte de los almohades de Granada, desarrollando una actividad literaria y educativa intensa y adquiriendo una reputación que llegó a traspasar los límites de Granada.
Es en este ambiente de la Corte y de la poesía granadina es donde conoció al poeta granadino Abu Yafar Ibn Saíd, perteneciente a la familia de los Banu Saíd, con el cual estableció una relación afectiva y pública hacia el año 1154. Esta relación dio lugar a un intenso intercambio de poemas amorosos entre los dos amantes, los cuales se han conservado hasta nuestros días. Así mismo, sus amoríos fueron cantados por los poetas de su entorno. Su situación se complica en el año 1156, en que llega a Granada Abu Saíd Utman, gobernador almohade, hijo del califa Abd al-Mumin, quien cae perdidamente enamorado de la poetisa. Oficialmente, Hafsa no cedió ante los sentimientos del gobernador, pero dejó morir su amor por Abu Yafar, quizás cansada de las veleidades afectuosas de este último o por las presiones del príncipe o de su familia. En 1158, es enviada a Rabat junto a un grupo de poetas y nobles granadinos ante el califa Abd al-Mumin. Fue éste quien le puso el sobrenombre de al-Rakuniyya (derivado de Rakuna, un tipo de salón literario).
Debido al conflictivo triángulo amoroso, Abu Yafar, quien había sido amigo y secretario del príncipe Abu Saíd, tomó a éste como objeto de sus poemas satíricos, y terminó tomando parte en una rebelión política contra el gobernador, dando lugar a su encarcelamiento y, finalmente, a su crucifixión en el año 1163, en Málaga. Hafsa lloró la prisión y la muerte de su amado, reflejándolo en unos versos punzantes y llegando hasta el extremo de vestir el hábito de viuda por él, a pesar de las amenazas del gobernador. Sumida en su tristeza, se retira de la Corte, abandonando la poesía y consagrándose en exclusiva a la enseñanza.
Así vivió durante gran parte de su vida, hasta que en el año 1184, acepta la invitación del califa Abu Yusuf Yaqub al-Mansur quien la propone dirigir la educación de los príncipes almohades en Marrakesh, donde permaneció hasta el año de su muerte, en 1191.
Hafsa es la poetisa andalusí de la cual conservamos más obras, gracias, sobre todo, al interés de sus biógrafos y de la familia Banu Saíd. En total, han llegado hasta nosotros 17 de sus poemas, de gran calidad litereria. Heredera de la tradición poética árabe, por otra parte, es capaz de expresar, con gran belleza, sus verdaderos sentimientos en un lenguaje espontáneo. La mayoría de sus versos amorosos se dirigían a Abu Jafar, a pesar de que existen algunas sátiras y elogios a Abu Saíd. Su inspiración llega a un culmen en aquellos versos en los que expresa su pesar y su dolor por el encarcelamiento y la muerte de su amante.
Ejemplo de mujer independiente y culta de la época de mayor esplendor de al-Ándalus, Hafsa ha sido muy respetada, a pesar de su libertad aparente, en su época y por los biógrafos posteriores. Ibn al-Khatib ha dicho de ella: «La granadina ha sido única en su tiempo por su belleza, su elegancia y su cultura literaria».